# Francisco Troncoso
Francisco Troncoso (Ciudad de Neuquén, Provincia de Neuquén, Argentina; 7 de febrero de 1991) es un piloto argentino de automovilismo de velocidad, con trayectoria a nivel nacional. Se inició en el automovilismo compitiendo en karts, para luego debutar en la Fórmula Renault Argentina, donde compitió en cuatro años. En 2009, consiguió alzarse con el subcampeonato de la Fórmula Renault 1.6 Argentina, piloteando un monoplaza del equipo GF Racing propiedad de Gabriel Furlán y por detrás del piloto Facundo Ardusso. 
Este subcampeonato despertó el interés por parte del equipo oficial de TC 2000 Toyota Team Argentina, para contratarlo para la temporada 2010. Su avance en el ambiente lo llevó a ocupar la tercera butaca del equipo, junto a los excampeones de Fórmula Mariano Werner y el propio Ardusso, junto al mendocino Bernardo Llaver. Las buenas relaciones que había logrado en su etapa de Fórmula Renault con Gabriel Furlán lo llevaron también a ocupar un lugar en el equipo oficial Mitsubishi GF Racing del Top Race V6.
Actualmente, compite en el TC Pista a bordo de un Ford Falcon y en el Turismo Nacional donde compite con un Ford Focus I.

## Trayectoria
- 2003: Debut en Karting

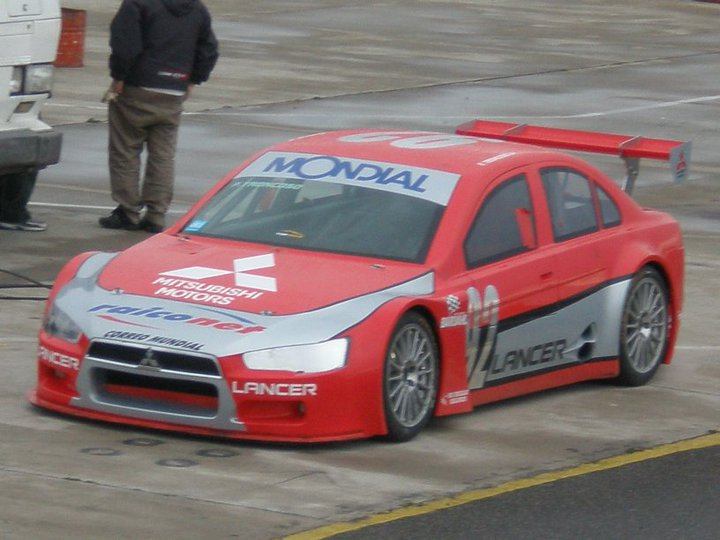
Francisco Troncoso piloteando su Mitsubishi Lancer GT de TRV6

- 2004: Campeón ProKart, Regional Neuquén.
- 2005: Bicampeón ProKart Regional Neuquén - Campeonatos Panamericano y Argentino de Kart (Zárate, Buenos Aires) - Campeonato Madrileño de Karting en Santos de Humosa (Una carrera, 4º puesto final)
- 2006: Fórmula Renault Argentina
- 2007: Fórmula Renault Argentina
- 2008: Fórmula Renault Argentina
- 2009: Subcampeón Fórmula Renault Argentina
- 2010: TC 2000 (Toyota Corolla) - Top Race V6 (Mitsubishi Lancer GT) - Fórmula Renault Argentina (3 carreras)-

Tn Clase 3 (Ford focus)- Tc pista (Ford falcon)

## Resultados

### Turismo Competición 2000
| Año  | Equipo                | Auto             | 1   | 2   | 3  | 4   | 5   | 6   | 7   | 8   | 9   | 10  | 11  | 12 | 13  | Res. | Puntos |
| ---- | --------------------- | ---------------- | --- | --- | -- | --- | --- | --- | --- | --- | --- | --- | --- | -- | --- | ---- | ------ |
| 2010 |                       |                  | PDE | SMM | GR | AG  | RES | TRH | LR  | SFE | SFE | CEN | OBE | BA | PDF | 18°  | 14     |
| 2010 | Toyota Team Argentina | Toyota Corolla X | 11  | 16  | 4  | Ret | 24† | 12† | Ex. | 25† | Ret | 17  | Ret | 7  | Ret | 18°  | 14     |

#### Copa Endurance Series
| Año  | Equipo                | Auto             | 1   | 2   | 3  | Res. | Puntos |
| ---- | --------------------- | ---------------- | --- | --- | -- | ---- | ------ |
| 2010 |                       |                  | TRH | CEN | BA | 16°  | 4      |
| 2010 | Toyota Team Argentina | Toyota Corolla X | 12† | 17  | 7  | 16°  | 4      |

## Palmarés
| Título     | Especialidad                  | Marca              | Año  |
| ---------- | ----------------------------- | ------------------ | ---- |
| Campeón    | Fórmula Renault Metropolitana | Tulia XXv (Crespi) | 2007 |
| Subcampeón | Fórmula Renault Argentina     | Tito 02 (Tito)     | 2009 |

### Otras distinciones
| Título  | Especialidad               | Año  |
| ------- | -------------------------- | ---- |
| Campeón | ProKart Regional (Neuquén) | 2004 |
| Campeón | ProKart Regional (Neuquén) | 2005 |